# Rebecca Miller
Rebecca Augusta Miller, Lady Day-Lewis (Roxbury, 15 de Setembro de 1962) é uma realizadora, guionista, escritora e atriz norte-americana, mais conhecida pelos seus filmes Personal Velocity: Three Portraits, The Ballad of Jack and Rose, Angela e The Private Lives of Pippa Lee, todos escritos e realizados por si. É filha da fotógrafa da Magnum Inge Morath e do dramaturgo Arthur Miller vencedor do Prémio Pulitzer. O seu marido é o actor Sir Daniel Day-Lewis, três vezes vencedor do Oscar.

## Infância
Miller nasceu em Roxbury, Connecticut, sendo filha do dramaturgo Arthur Miller e da fotógrafa nascida na Áustria Inge Morath. Tem um irmão, Daniel, que nasceu em 1966 com Síndrome de Down e foi colocado numa instituição logo após o seu nascimento. O seu pai era judeu e a sua mãe era Protestante. Durante algum tempo na sua infância Miller foi praticante do Catolicismo por sua livre vontade; ela diz que "parou de pensar [em si própria] como Cristã algures no fim da universidade". Foi educada na Choate Rosemary Hall e na Yale University, onde estudou arte. Inicialmente tentou uma carreira de actriz, conseguindo papéis no filme de televisão The Murder of Mary Phagan e nas longas metragens Regarding Henry (1991) e Consenting Adults (1992).

## Carreira
Em 1995, passou para trás da câmara, escrevendo e realizando o seu primeiro filme, Angela. O filme estreou no Sundance Film Festival e foi bem recebido pela crítica, mas não mereceu significante atenção do público. 
Em 2001, Miller publicou uma colectânea de contos chamada Velocidade Pessoal (Personal Velocity no original). No ano seguinte adaptou-o para filme, que ela própria realizou Personal Velocity: Three Portraits recebeu boas críticas e venceu diversos prémios, incluindo o Prémio do Grande Júri do Sundance Film Festival, o John Cassavetes Award nos Independent Spirit Awards bem como um Reconhecimento Especial do National Board of Review para a Excelência no Cinema.
E 2002 publicou o seu segundo romance The Private Lives of Pippa Lee, que adaptou a filme em 2009 com Robin Wright, Alan Arkin, Keanu Reeves, Winona Ryder e Julianne Moore. Em 2003 escreveu e ilustrou a Woman Who....
Em 2005 escreveu e realizou The Ballad of Jack and Rose, com Daniel Day-Lewis, Camilla Belle e Catherine Keener. Recebeu críticas mistas após a sua estreia.
O seu último romance tem o título Jacob's Folly e estreou em Março de 2013.
O seu próximo filme é um guião original chamado Maggie's Plan. O elenco inclui Greta Gerwig, Julianne Moore, Ethan Hawke, Bill Hader e Maya Rudolph. Está previsto que estreie no Toronto International Film Festival como parte das Apresentações Especiais.

## Vida pessoal
Miller conheceu pela primeira vez o seu futuro marido, o actor Daniel Day-Lewis, no set durante a realização da adaptação a filme da peça de teatro mais antiga de Miller The Crucible. Casaram-se a 13 de Novembro de 1996 e têm dois filhos, Ronan (nascido a 14 de Junho de 1998) e Cashel (nascido a Maio de 2002). Como o seu marido recebeu o título de cavaleiro, Miller tem direito a usar o título de Lady Day-Lewis.

## Filmografia

### Realizadora/Guionista
- Angela (1995)
- Personal Velocity: Three Portraits (2002)
- The Ballad of Jack and Rose (2005)
- The Private Lives of Pippa Lee (2009)
- Maggie's Plan (2015)

### Guionista
- Proof (2005)

### Actriz
- The Murder of Mary Phagan (1988, TV)... Lucille Frank
- Georg Elser – Einer aus Deutschland (de) (1989)... Anneliese
- Regarding Henry (1991)... Linda
- Wind (1992)... Abigail Weld
- Consenting Adults (1992)... Kay Otis
- The Pickle (1993)... Carrie
- The American Clock (1993, TV)... Edie
- Mrs. Parker and the Vicious Circle (1994)... Neysa McMein
- Love Affair (1994)... Receptionist

## Livros
- Velocidade pessoal - no original  - no original Personal Velocity (2001)
- The Private Lives of Pippa Lee (2002)
- Women Who... (2003)
- The Ballad of Jack and Rose (2005)
- Jacob's Folly (2013)